# Daniel Deußer
Daniel Deußer (Wiesbaden, 13 de agosto de 1981) es un jinete alemán que compite en la modalidad de salto ecuestre.
Participó en los Juegos Olímpicos de Río de Janeiro 2016, obteniendo una medalla de bronce en la prueba por equipos (junto con Christian Ahlmann, Meredith Michaels-Beerbaum y Ludger Beerbaum). Ganó tres medallas de plata en el Campeonato Europeo de Saltos Ecuestres entre los años 2013 y 2019.

## Palmarés internacional
| Juegos Olímpicos   | Juegos Olímpicos        | Juegos Olímpicos  | Juegos Olímpicos |
| Año                | Lugar                   | Medalla           | Categoría        |
| ------------------ | ----------------------- | ----------------- | ---------------- |
| 2016               | Río de Janeiro (Brasil) | Medalla de bronce | Por equipos      |
| Campeonato Europeo |                         |                   |                  |
| Año                | Lugar                   | Medalla           | Categoría        |
| 2013               | Herning (Dinamarca)     | Medalla de plata  | Por equipos      |
| 2015               | Aquisgrán (Alemania)    | Medalla de plata  | Por equipos      |
| 2019               | Róterdam (Países Bajos) | Medalla de plata  | Por equipos      |